# Лайелл (остров)
Лайелл (англ. Lyell Island) — остров в архипелаге Хайда-Гуаи (Острова Королевы Шарлотты) близ побережья Британской Колумбии.

## География
Остров расположен у восточного берега более крупного острова Морсби, от которого отделён лишь узким проливом. Восточный берег острова омывается проливом Хекате, который отделяет архипелаг Хайда-Гуаи от материковой части Канады. Площадь острова составляет 176 км², длина береговой линии — 130 км. Территория острова входит в состав Национальной парковой резервации Гуайи-Хаанас.